# Boyalıca, İznik
Boyalıca là một xã thuộc huyện İznik, tỉnh Bursa, Thổ Nhĩ Kỳ. Dân số thời điểm năm 2011 là 2.467 người.